# مخيم كيدي
مُخيّم كيدي (بالإنجليزية: CampKDE)‏ كان مؤتمراً سنوياً لمجتمع كيدي يعقد في الأمريكتين.
أول نسخة منه كانت عام 2009 في نيغريل، جامايكا وآخر نسخة عام 2011 في سان فرانسيسكو، الولايات المتحدة.

## تاريخ
| السنة | الموقع                          | التاريخ            | ملاحظات                                     |
| ----- | ------------------------------- | ------------------ | ------------------------------------------- |
| 2009  | نيغريل، جامايكا                 | 14 - 17 يوليو 2009 |                                             |
| 2010  | سان دييغو، الولايات المتحدة     | 17 - 19 يونيو 2010 |                                             |
| 2011  | سان فرانسيسكو، الولايات المتحدة | 06 - 08 أبريل 2011 | تم عقد المؤتمر في موقع مشترك مع مؤسسة لينكس |

## وصلات خارجية
- موقع مخيم كيدي